# Нижнеисмаково
Нижнеисма́ково, Нижний Смак (баш. Түбәнге Ысмаҡ) — деревня в Хайбуллинском районе Башкортостана, входит в Уфимский сельсовет. 

## Население
| 2002 | 2010 |
| ---- | ---- |
| 105  | ↘93  |

Национальный состав
Согласно переписи 2002 года, преобладающая национальность — башкиры (99 %).

## Географическое положение
Расстояние до:
- районного центра (Акъяр): 49 км,
- центра сельсовета (Уфимский): 1 км,
- ближайшей ж/д станции (Сибай): 87 км.

Находится на левом берегу реки Таналык.